# Jesse Ruíz
Jesse Prudente Ruíz Flores (31 de julio de 1985) es un luchador mexicano de lucha libre. Participó en los Juegos Olímpicos de Londres 2012 en la categoría de 120 kg, consiguiendo un 18.º puesto. Compitió en Mundial de 2013 consiguiendo la 13.ª posición. Ganó una medalla de bronce en los Juegos Panamericanos de 2015 y acabó en el 11.º lugar en 2011. Logró dos medallas de plata en los Juegos Centroamericanos y del Caribe, de 2010 y 2014. Segundo en Campeonato Centroamericano y del Caribe en 2014. Tres veces subió al podio del Campeonato Panamericano, obtuvo el segundo lugar en 2010.  